# Улица Климашкина
У́лица Клима́шкина — улица в центре Москвы на Пресне между Большой Грузинской улицей и Пресненским Валом. На углу с Малой Грузинской улицей расположен католический Собор Непорочного Зачатия Пресвятой Девы Марии.

## Происхождение названия
Изначально это был Курбатовский переулок, названный по фамилии одного из домовладельцев. На плане середины XIX века часть переулка, примыкающая к Пресненскому Валу, обозначена как Садовнический переулок, а часть между Малой и Большой Грузинскими улицами — как Малый Грузинский переулок. В 1918 году переулок именовался также Коммунистическим. Переулок переименован (с изменением типа объекта в 1965 году и в связи с 20-летием Победы) в честь Героя Советского Союза, рядового Алексея Федотовича Климашкина (1925—1944), жившего в этом районе.

## Описание
Улица Климашкина начинается от Большой Грузинской и проходит на запад, образуя северную границу Грузинской площади, пересекает Новопресненский переулок и Малую Грузинскую, заканчивается на улице Пресненский Вал.
Нумерация домов начинается со стороны Большой Грузинской улицы.

## Примечательные здания и сооружения
По нечётной стороне:

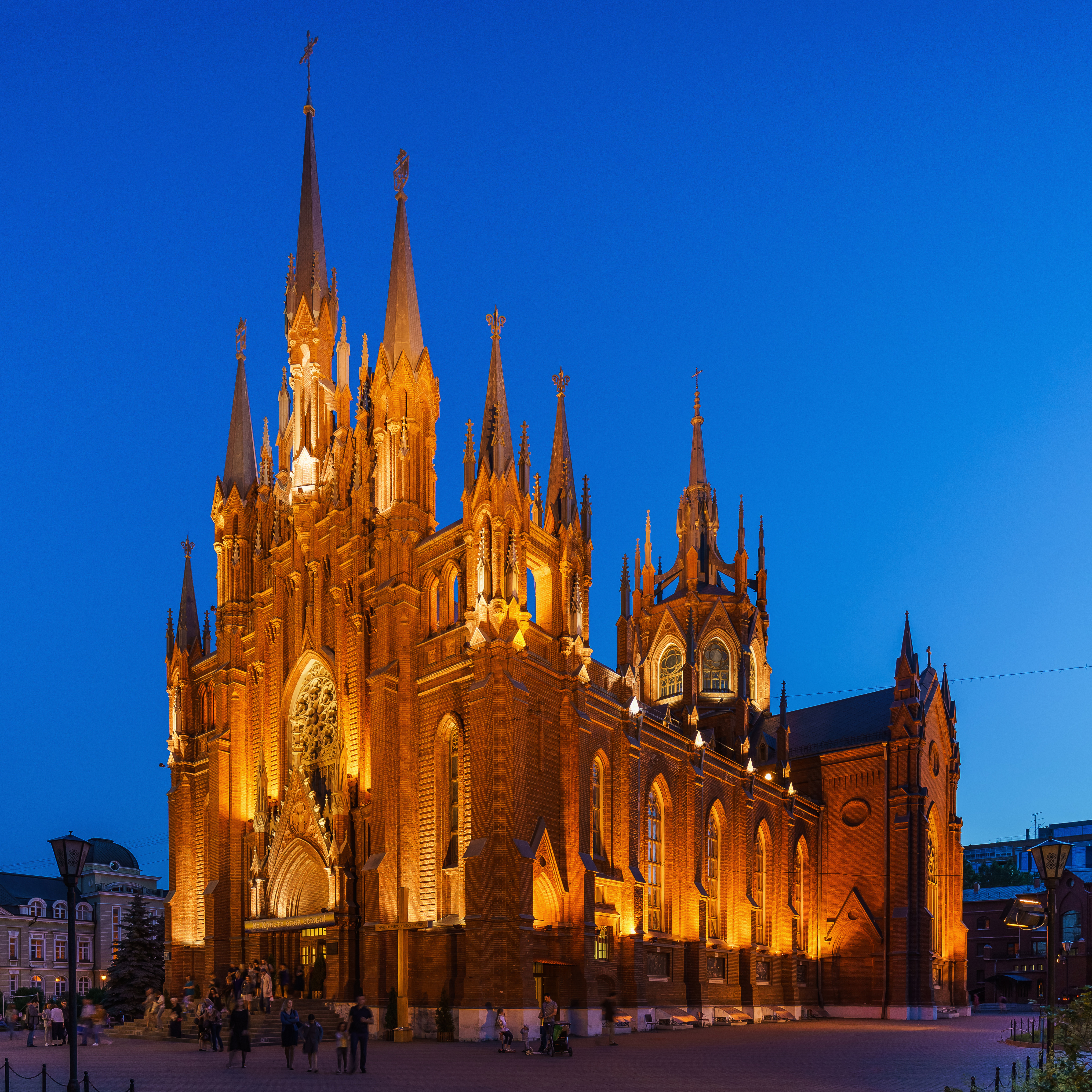
№ 13/27. Собор Непорочного Зачатия Пресвятой Девы Марии ночью.

- № 5 — доходный дом С. С. Дубровского (1900, архитектор О. О. Шишковский)
- № 7 — доходный дом К. К. Нирнзее (архитектор Э. Нирнзее, 1905). В настоящее время по решению городских властей памятник архитектуры практически разрушен.[1] Внесён в Красную книгу Архнадзора (электронный каталог объектов недвижимого культурного наследия Москвы, находящихся под угрозой), номинация — угроза сноса.[2]
- № 13/27 — Собор Непорочного Зачатия Пресвятой Девы Марии (1911, арх. Ф. О. Богданович-Дворжецкий);
- № 13Бс1 — ныне Романовская школа (ранее — филиал школы № 96, еще раньше — школа № 82), в этой школе учился до войны будущий Герой Советского Союза Алексей Федотович Климашкин, именем которого названа улица, в фойе школы находится его портрет;
- № 17 — жилой комплекс «Панорама» (Архитектурное бюро «Остоженка», архитекторы А. Скокан, В. Каняшин, М, Дехтяр, М. Кудряшов, М. Муравьёва)[3].
- № 21, строение 1 — Торгово-строительный банк;

По чётной стороне:
- № 4 — посольство Польши в Российской Федерации, Польский культурный центр;
- № 12, строение 2 — Сберегательный банк РФ (АКСБ РФ) Краснопресненское отд. № 1569/01663;